# Faniteu
Faniteu (em latim: Phaniteus) foi um oficial bizantino de origem hérula, tio de Fulcário, que esteve ativo sob o imperador Justiniano (r. 527–565). Apareceu no verão de 538, quando compartilhou o comando de 2 mil hérulos com Visando e Aluído na expedição sob o Narses para apoiar Belisário na guerra na Itália. Faleceu nm ataque em Cesena e foi substituído por Filemudo.